# Suchý
Suchý (in tedesco Suchy) è un comune della Repubblica Ceca facente parte del distretto di Blansko, in Moravia Meridionale.